# Konklawe 1590 (Grzegorz XIV)
Konklawe 8 października – 5 grudnia 1590 – konklawe, które wybrało Grzegorza XIV na następcę Urbana VII. Na konklawe tym doszło po raz pierwszy do bezprecedensowej ingerencji króla Hiszpanii Filipa II.

## Pontyfikat Urbana VII
Urban VII, wybrany na papieża 15 września 1590, okazał się najkrócej panującym papieżem w historii. Zmarł na malarię 27 września po zaledwie 12 dniach pontyfikatu, zanim doszło do jego koronacji. Jego śmierć była szczerze opłakiwana przez rzymską biedotę, której papież zapisał w spadku swój majątek, a nawet przez gminę żydowską.

## Lista uczestników
W konklawe po śmierci Urbana VII wzięli udział wszyscy kardynałowie, którzy brali udział w jego wyborze, z wyjątkiem jego samego oraz kardynała Federico Cornaro (zm. 4 października). Ponadto do Rzymu przybyli protodiakon Andreas von Österreich i kamerling Enrico Caetani. W konklawe wzięło więc udział 54 z 65 kardynałów:
- Giovanni Antonio Serbelloni (nominacja 31 stycznia 1560) – kardynał biskup Ostia e Velletri; dziekan Świętego Kolegium Kardynałów
- Alfonso Gesualdo (26 lutego 1561) – kardynał biskup Porto e Santa Rufina; subdziekan Świętego Kolegium Kardynałów; prefekt Świętej Kongregacji ds. Obrzędów i Ceremonii
- Innico d’Avalos d’Aragona OSIacobis (26 lutego 1561) – kardynał biskup Frascati
- Marco Antonio Colonna (12 marca 1565) – kardynał biskup Palestriny; prefekt Świętej Kongregacji Indeksu; komendatariusz opactwa terytorialnego Subiaco
- Tolomeo Gallio (12 marca 1565) – kardynał biskup Sabiny
- Gabriele Paleotti (12 marca 1565) – kardynał biskup Albano; arcybiskup Bolonii
- Markus Sitticus von Hohenems (26 lutego 1561) – kardynał prezbiter S. Maria in Trastevere; protoprezbiter Świętego Kolegium Kardynałów
- Michele Bonelli OP (6 marca 1566) – kardynał prezbiter S. Lorenzo in Lucina; prefekt Świętej Kongregacji ds. Zakonników; protektor Sabaudii; wielki przeor zakonu joannitów w Rzymie; komendatariusz opactwa terytorialnego Chiusa di S. Michele
- Ludovico Madruzzo (26 lutego 1561) – kardynał prezbiter S. Anastasia; biskup Trydentu; protektor Rzeszy Niemieckiej; legat apostolski w Spoleto
- Giulio Antonio Santori (17 maja 1570) – kardynał prezbiter S. Bartolomeo all’Isola; sekretarz Świętej Kongregacji Rzymskiej i Powszechnej Inkwizycji; arcybiskup Santa Severina
- Girolamo Rusticucci (17 maja 1570) – kardynał prezbiter S. Susanna; wikariusz generalny diecezji rzymskiej; kamerling Świętego Kolegium Kardynałów
- Nicolas de Pellevé (17 maja 1570) – kardynał prezbiter S. Prassede; prefekt Świętej Kongregacji ds. Biskupów; arcybiskup Sens
- Gian Girolamo Albani (17 maja 1570) – kardynał prezbiter S. Giovanni a Porta Latina; gubernator Bagnoregio
- Girolamo Simoncelli (22 grudnia 1553) – kardynał prezbiter S. Prisca; administrator diecezji Orvieto
- Pedro de Deza (21 lutego 1578) – kardynał prezbiter S. Girolamo degli Schiavoni
- Antonio Carafa (24 marca 1568) – kardynał prezbiter Ss. Giovanni e Paolo; prefekt Trybunału Apostolskiej Sygnatury Łaski; prefekt Świętej Kongregacji ds. Soboru Trydenckiego; bibliotekarz Świętego Kościoła Rzymskiego; przewodniczący komisji ds. rewizji Wulgaty
- Giovan Antonio Facchinetti (12 grudnia 1583) – kardynał prezbiter Ss. IV Coronati
- Alessandro Ottaviano de’ Medici (12 grudnia 1583) – kardynał prezbiter S. Ciriaco alla Terme; arcybiskup Florencji
- Giulio Canani (12 grudnia 1583) – kardynał prezbiter S. Eusebio; biskup Adrii
- Niccolò Sfondrati (12 grudnia 1583) – kardynał prezbiter S. Cecilia; biskup Cremony
- Anton Maria Salviati (12 grudnia 1583) – kardynał prezbiter S. Maria della Pace
- Agostino Valier (12 grudnia 1583) – kardynał prezbiter S. Marco; biskup Werony
- Vincenzo Lauro (12 grudnia 1583) – kardynał prezbiter S. Clemente
- Filippo Spinola (12 grudnia 1583) – kardynał prezbiter S. Sabina
- Simeone Tagliavia d’Aragonia (12 grudnia 1583) – kardynał prezbiter S. Maria degli Angeli
- Scipione Lancelotti (12 grudnia 1583) – kardynał prezbiter S. Salvatore in Lauro; prefekt Sygnatury ds. Brewe Apostolskich
- Giovanni Vincenzo Gonzaga OSIoHieros (21 lutego 1578) – kardynał prezbiter S. Alessio
- Enrico Caetani (18 grudnia 1585) – kardynał prezbiter S. Pudenziana; kamerling Świętego Kościoła Rzymskiego
- Giovanni Battista Castrucci (18 grudnia 1585) – kardynał prezbiter S. Maria in Aracoeli; arcybiskup Chieti; prefekt Trybunału Apostolskiej Sygnatury Sprawiedliwości
- Domenico Pinelli (18 grudnia 1585) – kardynał prezbiter S. Lorenzo in Panisperna; archiprezbiter bazyliki liberiańskiej; prefekt Świętej Konsulty; legat ds. papieskich galer
- Ippolito Aldobrandini (18 grudnia 1585) – kardynał prezbiter S. Pancrazio; penitencjariusz większy; komendatariusz opactwa terytorialnego Tre Fontane
- Girolamo della Rovere (17 grudnia 1586) – kardynał prezbiter S. Pietro in Vincoli; arcybiskup Turynu
- Girolamo Bernerio OP (17 grudnia 1586) – kardynał prezbiter S. Maria sopra Minerva; biskup Ascoli Piceno
- Antonio Maria Gallio (17 grudnia 1586) – kardynał prezbiter S. Agnese in Agone; biskup Perugii; legat apostolski w Romanii
- Costanzo Buttafoco da Sarnano OFMConv (17 grudnia 1586) – kardynał prezbiter S. Pietro in Montorio
- Ippolito de’ Rossi (18 grudnia 1585) – kardynał prezbiter S. Biagio dell’Anello; biskup Pawii
- William Allen (7 sierpnia 1587) – kardynał prezbiter Ss. Silvestro a Martino
- Scipione Gonzaga (18 grudnia 1587) – kardynał prezbiter S. Maria del Popolo
- Antonio Maria Sauli (18 grudnia 1587) – kardynał prezbiter Ss. Vitale, Gervasio e Protasio; arcybiskup Genui
- Giovanni Evangelista Pallotta (18 grudnia 1587) – kardynał prezbiter S. Mateo in Merulana; arcybiskup Cosenza; prodatariusz Jego Świątobliwości; archiprezbiter bazyliki watykańskiej
- Juan Hurtado de Mendoza (18 grudnia 1587) – kardynał prezbiter S. Maria Transpontina; protektor Hiszpanii
- Giovanni Francesco Morosini (15 lipca 1588) – kardynał prezbiter S. Maria in Via; biskup Brescii
- Mariano Pierbenedetti (20 grudnia 1589) – kardynał prezbiter Ss. Marcellino e Pietro; biskup Martorano
- Gregorio Petrocchini OESA (20 grudnia 1589) – kardynał prezbiter S. Agostino
- Andreas von Österreich (19 listopada 1576) – kardynał diakon S. Maria Nuova; protodiakon Świętego Kolegium Kardynałów; biskup Konstancji; biskup-koadiutor Brixen; protektor Austrii
- Francesco Sforza di Santa Fiora (12 grudnia 1583) – kardynał diakon S. Maria in Via Lata
- Alessandro Peretti de Montalto (13 maja 1585) – kardynał diakon S. Lorenzo in Damaso; wicekanclerz Świętego Kościoła Rzymskiego; legat apostolski w Bolonii; protektor Polski; komendatariusz opactwa terytorialnego Farfa
- Girolamo Mattei (17 grudnia 1586) – kardynał diakon S. Eustachio; komendatariusz opactwa terytorialnego Nonantola
- Benedetto Giustiniani (17 grudnia 1586) – kardynał diakon S. Maria in Cosmedin; prefekt Świętej Kongregacji ds. Drukarni Watykańskiej
- Ascanio Colonna (17 grudnia 1586) – kardynał diakon S. Nicola in Carcere Tulliano; archiprezbiter bazyliki laterańskiej
- Federico Borromeo (18 grudnia 1587) – kardynał diakon S. Agata in Suburra
- Francesco Maria Bourbon del Monte (14 grudnia 1588) – kardynał diakon S. Maria in Domnica
- Agostino Cusani (14 grudnia 1588) – kardynał diakon S. Adriano
- Guido Pepoli (20 grudnia 1589) – kardynał diakon Ss. Cosma e Damiano

Dwudziestu czterech elektorów było nominatami Sykstusa V, piętnastu Grzegorza XIII, sześciu Piusa V, ośmiu Piusa IV, a jeden Juliusza III.

### Nieobecni
Jedenastu kardynałów było nieobecnych:
- Gaspar de Quiroga y Vela (15 grudnia 1578) – kardynał prezbiter S. Balbina; arcybiskup Toledo i prymas Hiszpanii; wielki inkwizytor Hiszpanii
- Albrecht VII Habsburg (3 marca 1577) – kardynał prezbiter S. Croce in Gerusalemme; generalny inkwizytor Portugalii; wicekról Portugalii
- Rodrigo de Castro Osorio (12 grudnia 1583) – kardynał prezbiter Ss. XII Apostoli; arcybiskup Sewilli
- Charles de Bourbon de Vendôme (12 grudnia 1583) – kardynał prezbiter bez tytułu; arcybiskup Rouen, administrator diecezji Bayeux
- François de Joyeuse (12 grudnia 1583) – kardynał prezbiter SS. Trinita al Monte Pincio; arcybiskup Tuluzy; protektor Francji
- Jerzy Radziwiłł (12 grudnia 1583) – kardynał prezbiter S. Sisto; biskup Wilna
- Philippe de Lénoncourt (17 grudnia 1586) – kardynał prezbiter S. Onofrio
- Pierre de Gondi (18 grudnia 1587) – kardynał prezbiter S. Silvestro in Capite; biskup Paryża
- Andrzej Batory (4 lipca 1584) – kardynał diakon S. Angelo in Pescheria; biskup Warmii; biskup koadiutor Krakowa
- Hugues Loubenx de Verdalle OSIoHieros (18 grudnia 1587) – kardynał diakon S. Maria in Portico; prefekt Galer Papieskich; wielki mistrz zakonu joannitów
- Charles de Lorraine (20 grudnia 1589) – kardynał diakon bez tytułu; biskup Metz

Siedmiu mianował Grzegorz XIII, a czterech Sykstus V.

## Podziały i kandydaci
Podobnie jak na poprzednim konklawe wyróżniano trzy duże frakcje:
- Frakcja hiszpańska – czyli polityczni stronnicy Hiszpanii. Trzon tej partii tworzyli kardynałowie Madruzzo (lider frakcji), Deza, Mendoza, Tagliavia d’Aragona, Spinola, Marcantonio Colonna, Ascanio Colonna, Gallio, Pelleve, Santori, Rusticucci, Sfondrati, Paleotti, Simoncelli, Facchinetti, Carafa, Allen, Cusani, Giovanni Vincenzo Gonzaga, Scipione Gonzaga, Andreas von Österreich i Caetani;
- Sykstyńczycy – czyli nominaci Sykstusa V, którym przewodził jego prasiostrzeniec Alessandro Peretti de Montalto. Należeli do tej frakcji kardynałowie Castrucci, Pinelli, Aldobrandini, della Rovere, Bernerio, Galli, Sarnano, Rossi, Sauli, Pallotta, Morosini, Pierbenedetti, Petrocchini, Matei, Giustiniani, Borromeo, del Monte i Pepoli;
- Gregorianie – czyli nominaci Grzegorza XIII: Sforza, Medici, Canani, Salviati, Valeri, Lauro, Lancelotti. Liderem tej partii był spowinowacony z Grzegorzem XIII kardynał Sforza

Ponadto można wyróżnić niewielkie ugrupowania nepotów Piusa IV (Sitticus von Hohenems, Serbelloni, Gesualdo i Avalos d’Aragona) oraz Piusa V (Bonelli, Albani). Z uwagi na niewielką liczebność nie odgrywały one prawie żadnej roli, większość nominatów tych papieży weszła bowiem w skład partii hiszpańskiej.
Za papabile uchodzili kardynałowie: Serbelloni, Marcantonio Colonna, Gallio, Paleotto, Madruzzo, Santori, Facchinetti, Sfondrati, Valier, Lauro, della Rovere.

## Ingerencja Filipa II
6 października, jeszcze przed rozpoczęciem konklawe, ambasador hiszpański Olivares przekazał kardynałom oficjalne rekomendacje króla Filipa II. Zawierały one dwie listy nazwisk. Na pierwszej znajdowało się siedem nazwisk: Madruzzo, Santori, Facchinetti, Sfondrati, Paleotti, Gallio i Marcantonio Colonna. Król oficjalnie zażyczył sobie wyboru kogoś z tej siódemki. Druga lista zawierała nazwiska aż 30 kardynałów, wobec których Filip II stawiał wyraźne weto. Poddani Madrytu otrzymali zakaz głosowania wbrew rekomendacjom króla. Filip II chciał bowiem zabezpieczyć od strony Stolicy Apostolskiej swoje roszczenia do tronu francuskiego. Choć świeccy monarchowie już wcześniej wielokrotnie i na różne sposoby próbowali wpływać na wybory papieży, tak jawna ingerencja nie miała precedensu. Była zaczątkiem tego, co w XVII uznano za tzw. prawo ekskluzywy.

## Przebieg konklawe
Konklawe rozpoczęło się 8 października z udziałem 52 kardynałów. ,10 października przybył na konklawe powracający z Francji kamerling Caetani, a 13 października dołączył kardynał Andreas von Österreich.
Na początku kardynał Montalto wysunął kandydaturę Ippolito Aldobrandiniego. Lider partii hiszpańskiej kardynał Madruzzo, zgodnie z wolą króla Filipa II, skutecznie storpedował tę kandydaturę. Podobny los spotkał zaproponowanej przez Montalto i Sforzę kandydatury kardynała Vincenzo Lauro.
12 października w Rzymie wybuchła plotka, że na papieża wybrano Marcantonio Colonnę. Chociaż rzeczywiście kandydatura ta została wysunięta, nie uzyskała jednak większości, tym razem z powodu opozycji Sforzy i jego frakcji. Hiszpanie również nie byli skorzy do jego popierania. Choć Colonna zaliczał się do wybrańców Filipa II, nieoficjalnie było wiadomo, że zarówno on jak i Gallio nie cieszą się rzeczywistą sympatią Madrytu i ich wybór dla Hiszpanów to raczej ostateczność.
15 października stronnictwo hiszpańskie przejęło inicjatywę i wysunęło kandydaturę swojego lidera Madruzzo. Kandydatura ta spotkała się z silną opozycją ze strony Sforzy, d’Aragony i kardynałów weneckich. Obiekcje przeciw Madruzzo obejmowały bliskie związki z królem Hiszpanii, zły stan zdrowia (podagra), a nawet samo pochodzenie, matka kardynała była bowiem Niemką. Ostatecznie kandydaturę tę pogrzebała odmowa poparcia ze strony Montalto i jego stronników.
Montalto, po odrzuceniu Madruzzo, zaproponował Hiszpanom pięć nazwisk (Aldobrandini, Lauro, Valiero, Salviati i Medici), z których mieli wybrać jedno. Ponieważ oni wszyscy zostali odrzuceni przez króla, nie poparli żadnego. Wskutek przedłużającej się sediswakancji coraz większy chaos panował na ulicach miasta. W ciągu listopada niezgoda wśród kardynałów, zamiast się zmniejszać, zwiększała się. Głównym oponentem stronnictwa hiszpańskiego był kardynał Montalto.
Pod koniec listopada większość kardynałów stopniowo zaczęła dochodzić do wniosku, że niezależnie od tego jak oburzająca była ingerencja Filipa II, bez poparcia jego stronników wybór papieża jest niemożliwy i należałoby wybrać kogoś z zaproponowanej przez niego siódemki. 4 grudnia popierany przez Madryt kardynał Paleotti otrzymał 33 głosy, brakowało mu więc tylko 3 do zwycięstwa. Montalto nie życzył sobie zwycięstwa Paleottiego, toteż wspólnie ze Sforzą doszli do wniosku, że aby nie dopuścić do jego wyboru, trzeba poprzeć albo Sfondratiego, albo Facchinettiego, tylko ich bowiem może zaakceptować Hiszpania. Ostatecznie Montalto zdecydował się na Sfondratiego.

## Wybór Grzegorza XIV
Rankiem 5 grudnia 1590, po blisko dwumiesięcznym konklawe, jednogłośnie wybrano 55-letniego kardynała Niccolò Sfondrati, biskupa Cremony. Elekt przyjął wybór jako Grzegorz XIV. Jego koronacja odbyła się 8 grudnia 1590.

### Uzupełniające źródła internetowe
- Sede Vacante 1590
- The Cardinals of the Holy Roman Church